# Fuerte Boyard

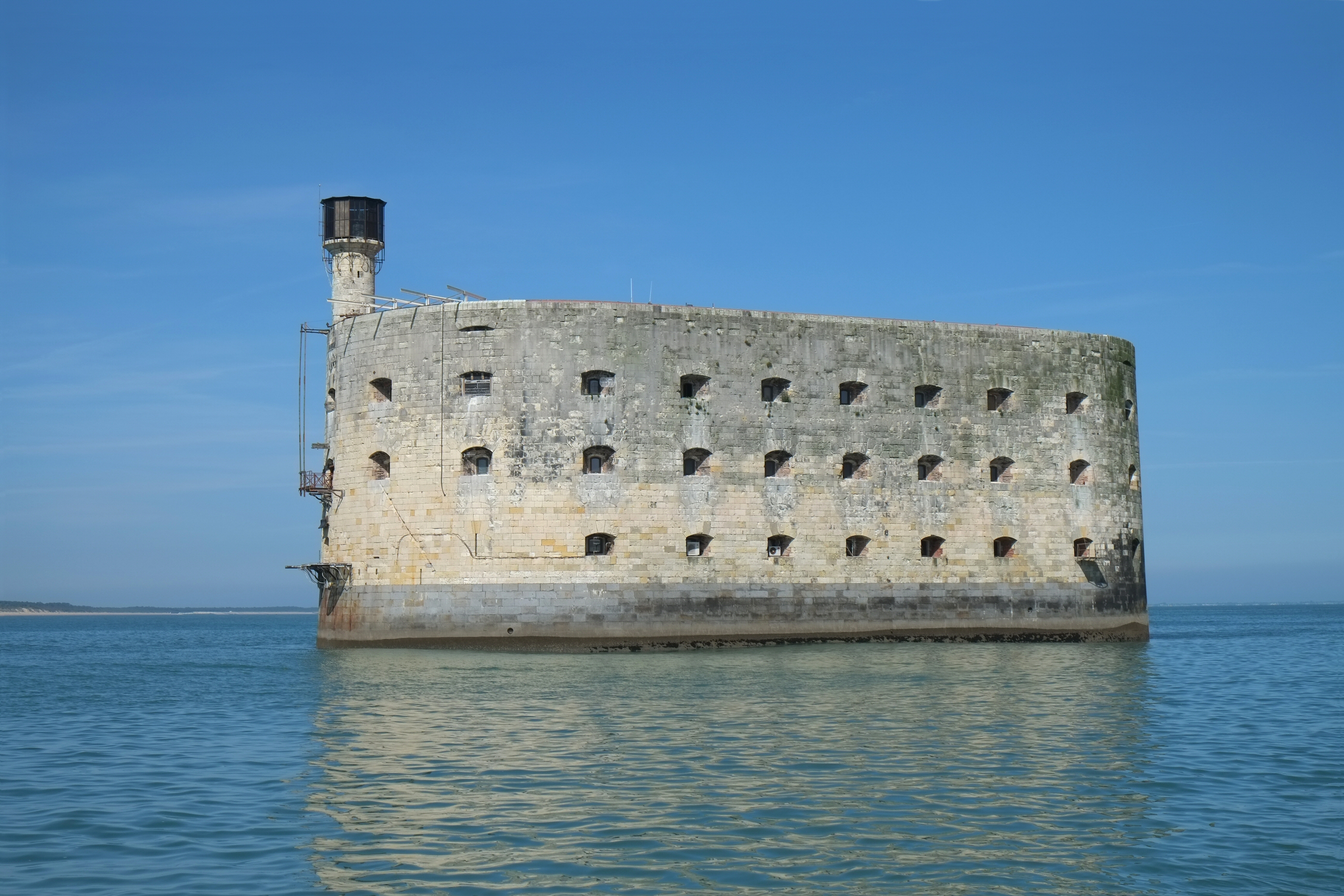
Vista del fuerte.

El fuerte Boyard (en francés: Fort Boyard) es un fuerte localizado entre la isla de Aix y la isla de Oleron, cerca de la ciudad portuaria de La Rochela, en el suroeste de Francia. Aunque fue planteado en el siglo XVII, no se comenzó a construir hasta el siglo XIX bajo el gobierno de Napoleón Bonaparte. El antiguo edificio militar se hizo conocido por el programa de televisión Fort Boyard emitido con éxito desde 1990 en Francia y adaptado en otros setenta y cinco países entre 1999 y 2001.

## Descripción
El fuerte Boyard tiene una estructura ovalada, de 80 metros de largo y 40 de ancho. Sus paredes alcanzan los 20 metros de altura. En el centro hay un patio, donde al nivel del suelo había tiendas y cuartos para los soldados y oficiales. Los pisos superiores tenían casamatas para las armas de fuego y otros cuartos. Por encima había instalaciones para morteros y barbetas.

## Historia

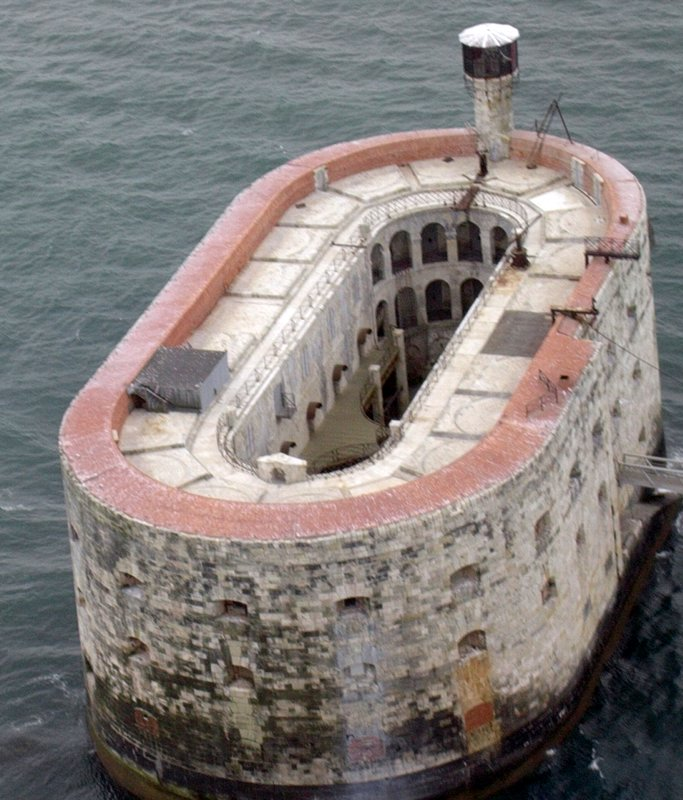
Vista aérea del fuerte.

La construcción del fuerte fue considerada por primera vez entre 1661 y 1667. El fuerte Boyard formaría una línea de defensa con el fuerte Énet y el fuerte de la Rade en Île-d'Aix para proteger el arsenal de Rochefort de la Armada Real de las incursiones. Debido a la limitada artillería en el siglo XVII, los campos de fuego entre las fortificaciones de las islas de Aix y Oléron no se superponían. Un fuerte en el banco de Boyard, casi a mitad de camino entre ambos, habría solucionado esto. En 1692, el ingeniero francés Descombs empezó a planear el programa de construcción del fuerte; sin embargo, cuando se volvió demasiado caro, se abandonó el plan. Vauban, líder ingeniero militar de Luis XIV, dijo: «Su majestad, sería más fácil coger la Luna con los dientes que intentar semejante empresa en aquel lugar».
Después de una incursión británica en 1757, se reconsideraron de nuevo los planes. Sin embargo, los problemas logísticos hicieron que se abandonaran. Esos esfuerzos fueron renovados bajo el gobierno de Napoleón Bonaparte en 1800, y el siguiente año los ingenieros Ferregeau y Armand Samuel de Marescot y el vicealmirante François Étienne de Rosily-Mesros diseñaron un fuerte para ser construido en la orilla. Para facilitar el trabajo, se creó un puerto en la isla de Oléron. La villa de Boyardville fue construida para los trabajadores. Allí se trajeron bloques de las canteras reales. La primera fase de la construcción fue establecer una superficie llana a unos 100 o 50 metros, para actuar como base. Con este fin, las piedras se apilaron en la orilla.
En este caso, la idea era construir sobre piedra en vez de arena, así que se trajeron bloques de las canteras reales y se almacenaron en Boyardville para, posteriormente, depositarlos sobre el longe de Boyard. Esta operación debía efectuarse en verano y con marea baja. Finalmente en 1913 el ejército lo abandona y los cañones son revendidos. Durante la Segunda Guerra Mundial servirá de blanco de entrenamiento de la Marina alemana.
En 1961 el fuerte es subastado por una cifra inicial de 7500 francos y adquirido por Éric Aerts, dentista de Avoriaz por la suma de 28 000 francos. Éste dejará el fuerte al abandono hasta venderlo en 1989 por un millón y medio de francos al productor de concursos televisivos Jacques Antoine, quien a su vez lo vendió al poco tiempo al Consejo General del departamento, quien se compromete a restaurarlo y le asegura la exclusividad de la explotación televisiva del lugar para el programa homónimo.
Dicho programa de televisión fue emitido en Argentina por Canal 13 en 1999 y 2000 y en España por el canal privado Telecinco en 2001.

## Galería de imágenes

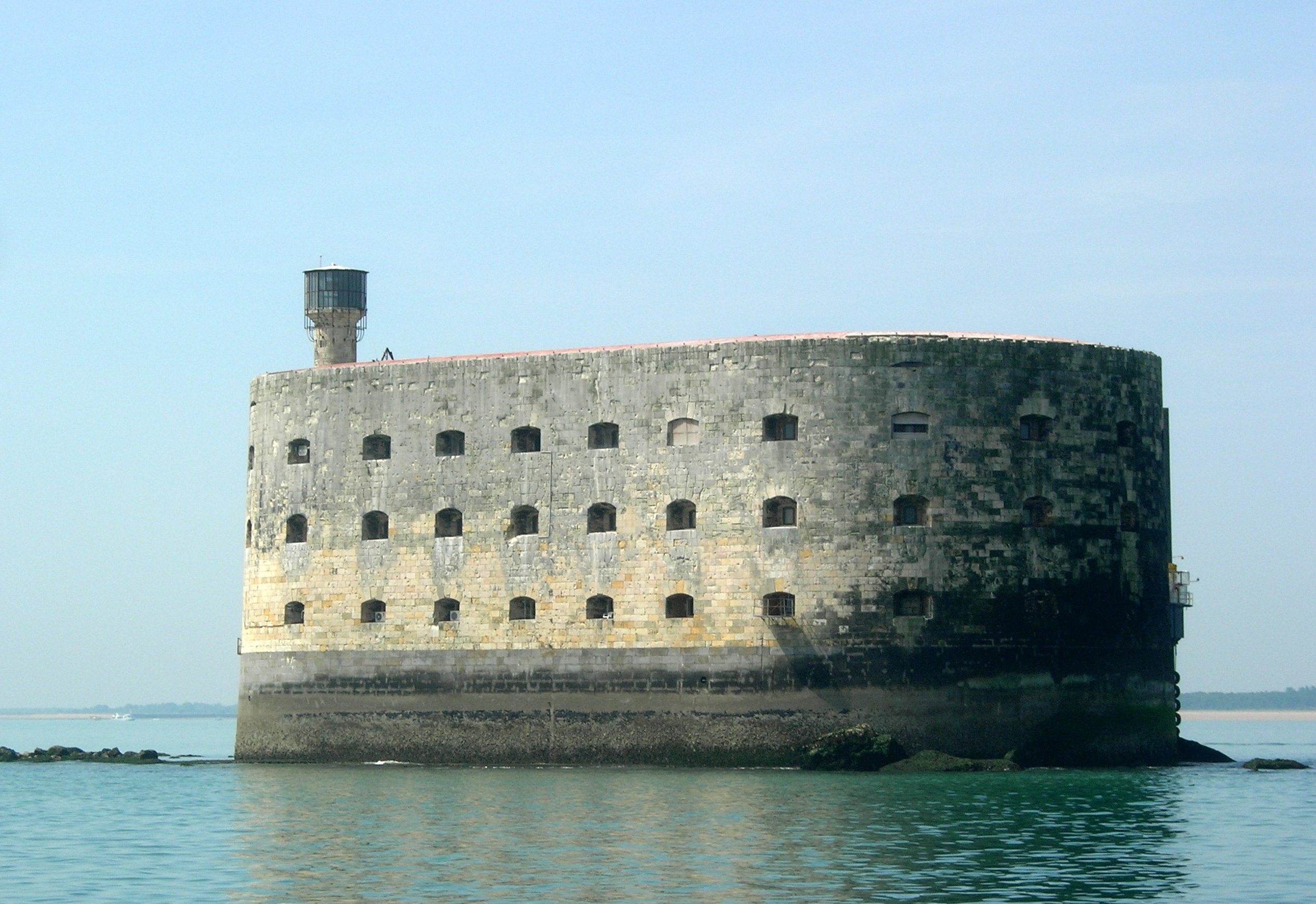
El fuerte observado desde el sur con marea baja.
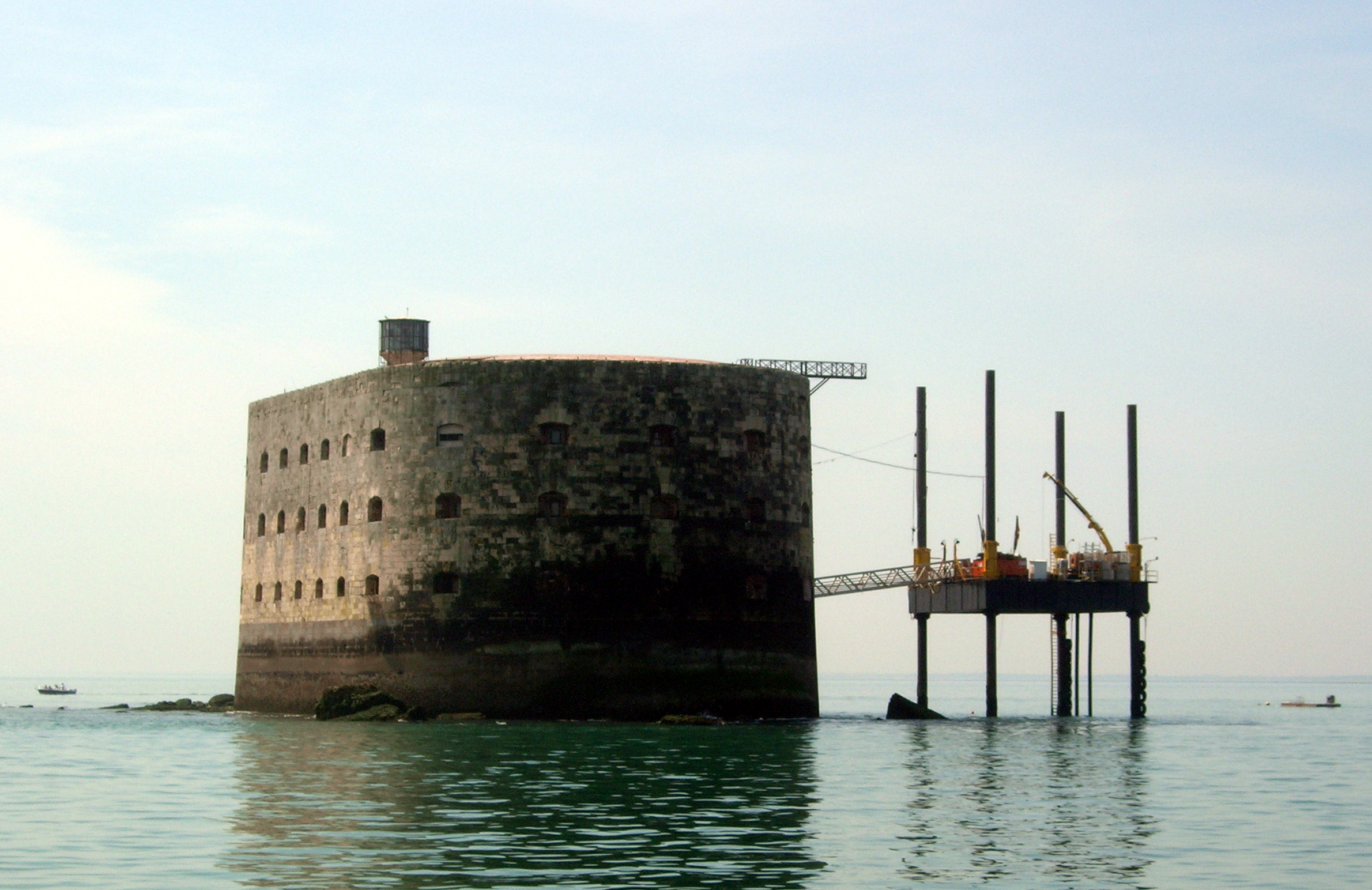
El fuerte Boyard visto desde el norte con marea baja.
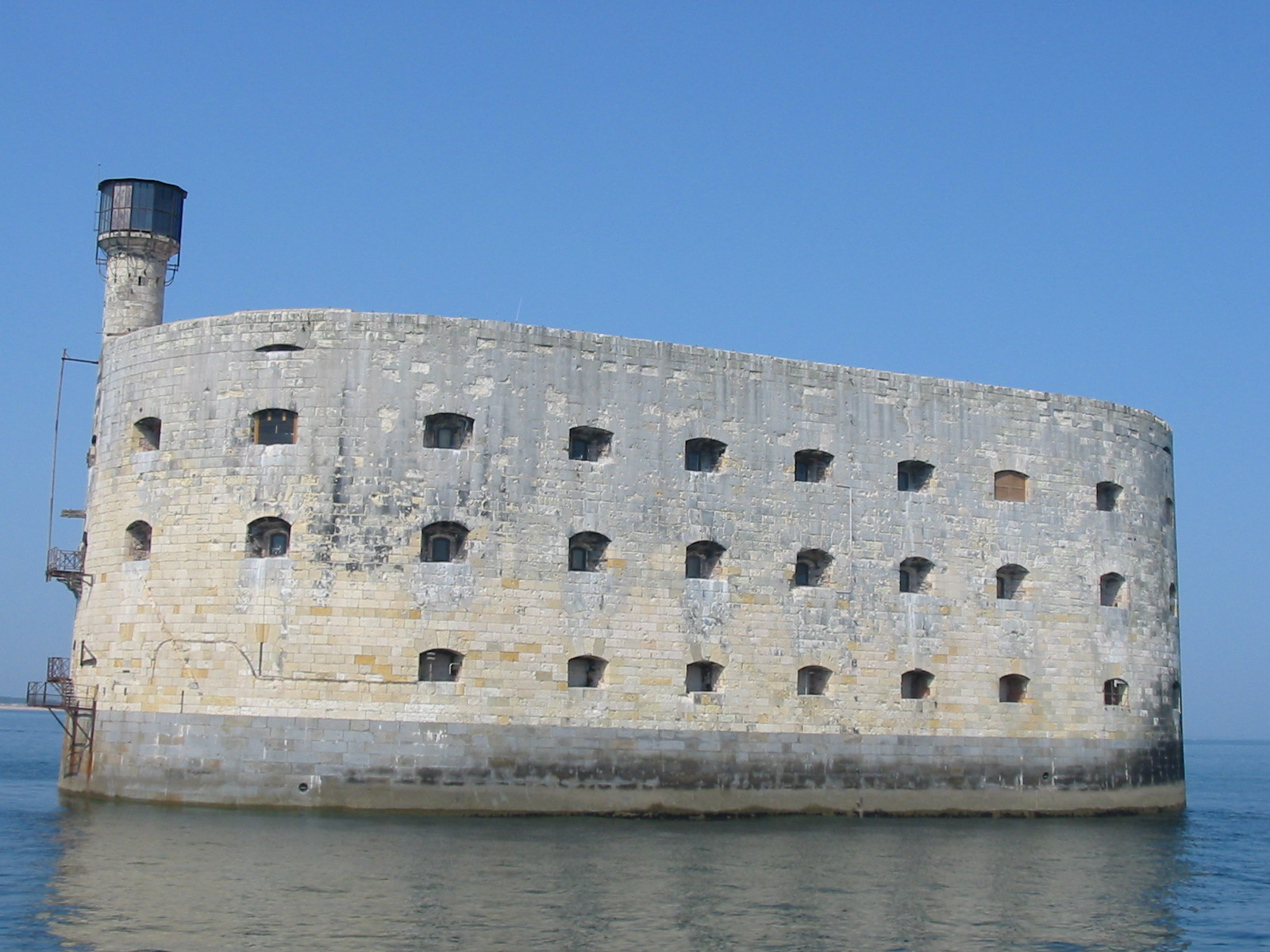
Visto desde la isla de Aix.